# سیارک ۲۲۶۲۵
سیارک ۲۲۶۲۵ (به انگلیسی: 22625 Kanipe، نامگذاری:1998KB36) بیست و دو هزار و ششصد و بیست و پنجمین سیارک کشف شده‌است که در ۲۲ مه ۱۹۹۸ کشف شد.
قدر مطلق سیارک برابر ۱۴.۸ است.